# دوري آيسلندا الممتاز 1940
دوري آيسلندا الممتاز 1940 (بالآيسلندية: Efsta deild karla í knattspyrnu 1940) هو الموسم 29 من  دوري آيسلندا الممتاز. كان عدد الأندية المشاركة فيه  4، وفاز فيه نادي فالور.